# Mr.Mr.
Albums de Girls' Generation
Love & Peace
(2013) The Best
(2014)
Singles
1. Mr.Mr.
Sortie : 24 février 2014

EPs par Girls' Generation
Hoot
(2010)
Mr.Mr. est le quatrième EP du girl group sud-coréen Girls' Generation. Le mini-album est sorti le 24 février 2014 sous SM Entertainment et KT Music.

## Promotion
L'album en version numérique est sorti le 24 février 2014 à 17:00 (Corée du Sud). L'album est composé de six titres, qui sont sortis dans le monde entier par iTunes, MelOn, Genie, et d'autres portails musicaux en ligne. L'album en version physique est dans les magasins le 27 février 2014. En outre, la première performance de ce comeback a été faite le 6 mars 2014 au M! Countdown,.

## Liste des pistes
| No | Titre                         | Auteur | Producteur(s) | Durée |
| -- | ----------------------------- | --- | --- | ----- |
| 1. | Mr.Mr.                        | Kim Hee Jeong, Cho Yoon Kyung                                                                                                | The Underdogs | 03:55 |
| 2. | Goodbye                       | Hwang Hyun | Lindy Robbins, Brent Paschke, Jenna Andrews                                                                                           | 03:14 |
| 3. | Europa (유로파; Yuropa)       | Kenzie | Kenzie | 03:22 |
| 4. | Wait A Minute                 | Lee Joo Hyung, G-High, Shin Agnes, Hwang Hyun, Mowl                                                                          | Lee Joo Hyung, G-High | 03:25 |
| 5. | Back Hug (백허그; Baekheogeu) | Cho Yun Kyoung, Ingrid Skretting, Jesper Borgen                                                                              | Ingrid Skretting, Jesper Borgen | 04:09 |
| 6. | Soul (Version coréenne)       | Dominique Rodriguez, Lee Hyun-Seung, Cho Yun-kyoung, Nermin Harambasic, Ronny Svendsen, Anne Judith Wik, Nathansson Bostroem | Anne Judith Wik, Nermin Harambasic, Ronny Svendsen, Dominique Rodriguez, Hyun-Seung Lee, Lukas Nathansson Bostroem, BehindTScenes' AC | 03:47 |

## Classement

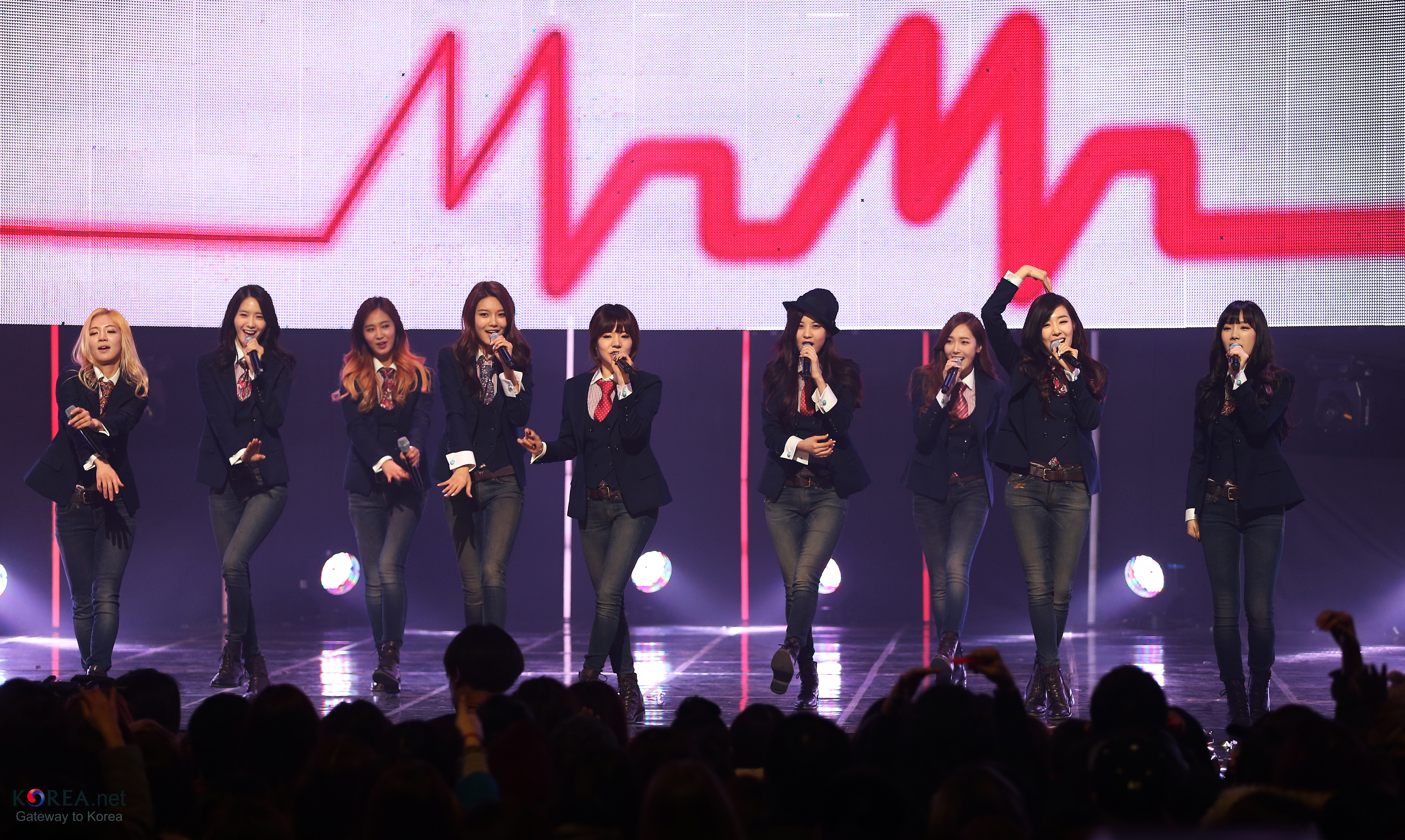
Girls' Generation interprétant Mr.Mr. sur scène

### Premiers classements
| Classement (2014)               | Meilleure position |
| ------------------------------- | ------------------ |
| Japanese Oricon Albums Chart    | 11                 |
| South Korean Gaon Album Chart   | 1                  |
| US Billboard 200                | 110                |
| US Billboard World Albums       | 3                  |
| US Billboard Heatseekers Albums | 1                  |

### Dernier classement
| Classement (2014)             | Position |
| ----------------------------- | -------- |
| South Korean Gaon Album Chart | 5        |

## Historique de sortie
| Région       | Date            | Format               | Label                     |
| ------------ | --------------- | -------------------- | ------------------------- |
| Monde entier | 24 février 2014 | Téléchargement légal | SM Entertainment KT Music |
| Hong Kong    | 24 février 2014 | CD                   | Universal Music Group     |
| Corée du Sud | 27 février 2014 | CD                   | SM Entertainment KT Music |